# 1901 w filmie
Wydarzenia filmowe w 1901 roku.

## Wydarzenia
- 14 września – Edwin Porter został głównym operatorem filmowych aktualności Edison Company.
- W Warszawie powstało Towarzystwo Udziałowe Pleograf – pierwsza polska wytwórnia filmowa.

## Urodzili się
- 14 stycznia – Bebe Daniels, amerykańska aktorka (zm. 1971)
- 24 stycznia – Michaił Romm, radziecki reżyser (zm. 1971)
- 25 stycznia – Mildred Dunnock, amerykańska aktorka (zm. 1991)
- 27 stycznia – Jan Kurnakowicz, polski aktor (zm. 1968)
- 1 lutego – Clark Gable, amerykański aktor (zm. 1960)
- 6 lutego – Ben Lyon, amerykański aktor (zm. 1979)
- 9 lutego – Brian Donlevy, amerykański aktor (zm. 1972)
- 10 lutego – Stella Adler, amerykańska aktorka, (zm. 1992)
- 16 lutego – Chester Morris, amerykański aktor (zm. 1970)
- 22 lutego
  - Ken G. Hall, australijski reżyser (zm. 1994)
  - Mira Zimińska-Sygietyńska, polska aktorka, reżyser (zm. 1997)
- 25 lutego – Zeppo Marx, jeden z braci Marx (zm. 1979)
- 6 marca – Mark Donski, radziecki reżyser (zm. 1981)
- 5 kwietnia – Melvyn Douglas, amerykański aktor (zm. 1981)
- 7 maja – Gary Cooper, amerykański aktor (zm. 1961)
- 9 maja – Gustav Machatý, czeski reżyser (zm. 1963)
- 21 maja – Sam Jaffe, pisarz, reżyser, producent, agent (zm. 2000)
- 3 czerwca – Maurice Evans, aktor (zm. 1989)
- 6 czerwca – Véra Korène, francuska aktorka urodzona w Rosji (zm. 1996)
- 11 czerwca – June Tripp, brytyjska aktorka filmowa i teatralna (zm. 1985)
- 22 czerwca – Naunton Wayne, aktor (zm. 1970)
- 29 czerwca
  - Nelson Eddy, amerykański aktor i piosenkarz (zm. 1967)
  - Frieda Inescort, szkocka aktorka (zm. 1976)
- 7 lipca – Vittorio De Sica, włoski aktor i reżyser (zm. 1974)
- 28 lipca – Rudy Vallée, amerykański aktor, piosenkarz (zm. 1986)
- 4 sierpnia – Louis Armstrong, amerykański aktor, muzyk (zm. 1971)
- 5 września – Florence Eldridge, aktorka (zm. 1988)
- 25 września – Robert Bresson, francuski reżyser (zm. 1999)
- 28 września – Ed Sullivan, amerykański aktor i prezenter telewizyjny (zm. 1974)
- 24 października – Gilda Gray, amerykańska aktorka i tancerka (zm. 1959)
- 17 listopada – Iwan Pyrjew, rosyjski reżyser (zm. 1968)
- 22 listopada
  - Józef Lejtes, polski reżyser (zm. 1983)
  - Lee Patrick, amerykańska aktorka (zm. 1982)
- 5 grudnia – Walt Disney, amerykański reżyser i producent (zm. 1966)
- 21 grudnia – Robin Irvine, brytyjski aktor filmowy i teatralny (zm. 1933)
- 27 grudnia – Marlene Dietrich, niemiecka aktorka (zm. 1992)